# 古拉泰吉鄉
45°29′N 26°25′E / 45.483°N 26.417°E
古拉泰吉鄉（羅馬尼亞語：Comuna Gura Teghii, Buzău），是羅馬尼亞的鄉份，位於該國東南部，由布澤烏縣負責管轄，面積441平方公里，海拔高度621米，2007年人口3,687，人口密度每平方公里8人。